# Wonthaggi
Wonthaggi è una città dell'Australia situata nel Victoria. Si trova a circa 135 km a sud-est di Melbourne ed è il centro amministrativo della LGA della contea di Bass Coast.